# Gaby Schusterová
Gaby Schusterová (* 9. října 1948 Unterthingau v Bavorsku) je německá spisovatelka. Píše nejen pod svým jménem, ale i pod pseudonymy Marie Cristenová, Gabriele Marie Cristenová, Marie Cordonnierová, Valerie Lordová.

## Život
Gaby Schusterová absolvovala v letech 1965 až 1967 dobrovolnou výuku u regionálního deníku Allgäuer Zeitung. V sedmdesátých letech odešla z rodinných důvodů do Mnichova, kde pracovala ve vydavatelství Kauka. Od roku 1973 byla šéfredaktorkou mládežnického časopisu Melanie-Popcorn. Později se ujala vedení nově vzniklého časopisu Mädchen. Od roku 1984 je Gaby Schusterová spisovatelkou na volné noze. Žije v Horním Bavorsku v Egmatingu.
Gaby Schusterová je autorkou mnoha knih pro děti a mládež, především pro dívky. Kromě toho píše pod různými pseudonymy knihy pro dospělé, především historické a milostné romány.

## Dílo

### Knihy vydané pod vlastním jménem Gaby Schusterová
| Český název                      | Původní název                                             | Původní název                                             | Rok  |
| -------------------------------- | --------------------------------------------------------- | --------------------------------------------------------- | ---- |
| Záležitost čistě dívčí           | Reine Mädchensache                                        | Reine Mädchensache                                        | 1994 |
| 1000 dívčích otázek              | 1000 Mädchenfragen                                        | 1000 Mädchenfragen                                        | 1998 |
|                                  | Der Schatten mit den scharfen Krallen                     | Der Schatten mit den scharfen Krallen                     | 1980 |
|                                  | Der Tag, der alles veränderte                             | Der Tag, der alles veränderte                             | 1980 |
|                                  | Alarm auf Station III                                     | Alarm auf Station III                                     | 1981 |
|                                  | Nina & Nicky                                              | Die Neue                                                  | 1991 |
| Das Medaillon                    | Nina & Nicky                                              | 1991                                                      |      |
| Große Pläne                      | Nina & Nicky                                              | 1992                                                      |      |
| Vier Freunde                     | Nina & Nicky                                              | 1992                                                      |      |
| Zwei Detektive                   | Nina & Nicky                                              | 1993                                                      |      |
| Das Geheimnis                    | Nina & Nicky                                              | 1994                                                      |      |
| Nina & Nicki werden Freunde      | Nina & Nicky                                              | 1995                                                      |      |
| Nina & Nicki geben nicht auf     | Nina & Nicky                                              | 1996                                                      |      |
|                                  | Nicht von schlechten Eltern                               | Nicht von schlechten Eltern                               | 1994 |
|                                  | Krisen, Küsse und ein Baby                                | Krisen, Küsse und ein Baby                                | 1995 |
|                                  | Geheimnis des Spiegels                                    | Sag die Wahrheit, Mike!                                   | 1995 |
| Laras Märchenprinz               | Geheimnis des Spiegels                                    | 1995                                                      |      |
| Ein Lächeln für Django           | Geheimnis des Spiegels                                    | 1995                                                      |      |
| Voll erwischt                    | Geheimnis des Spiegels                                    | 1996                                                      |      |
| Lisas Mutprobe                   | Geheimnis des Spiegels                                    | 1997                                                      |      |
| I love you, Theresa              | Geheimnis des Spiegels                                    | 1997                                                      |      |
|                                  | Sophies neue Zukunft                                      | Sophies neue Zukunft                                      | 1995 |
|                                  | Katrin ist die Beste                                      | Katrin ist die Beste                                      | 1997 |
|                                  | Die Unzertrennlichen - Traumpaar mit hundert Hindernissen | Die Unzertrennlichen - Traumpaar mit hundert Hindernissen | 1997 |
| Komisař Rex - Tanec na sopce     | Kommissar Rex - Tanz auf dem Vulkan                       | Kommissar Rex - Tanz auf dem Vulkan                       | 1998 |
|                                  | Love & more                                               | Hab Mut zur Liebe!                                        | 1998 |
| Rollentausch fürs Glück          | Love & more                                               | 1998                                                      |      |
| Bilder des Herzens               | Love & more                                               | 1999                                                      |      |
| Spiel der Gefühle                | Love & more                                               | 1999                                                      |      |
|                                  | Sissi - eine Prinzessin für den Kaiser                    | Sissi - eine Prinzessin für den Kaiser                    | 1998 |
|                                  | Sissi - im Dienst der Krone                               | Sissi - im Dienst der Krone                               | 1998 |
|                                  | Plötzlich war es Liebe                                    | Plötzlich war es Liebe                                    | 1999 |
|                                  | Sissi - Schicksal einer Kaiserin                          | Sissi - Schicksal einer Kaiserin                          | 1999 |
|                                  | Ein Sommer in Saint-Tropez                                | Ein Sommer in Saint-Tropez                                | 2000 |
|                                  | Casting                                                   | Casting                                                   | 2001 |
|                                  | Love message                                              | SMS für Jo                                                | 2001 |
| Liebe zwischen den Zeilen        | Love message                                              | 2001                                                      |      |
| Empfänger verliebt               | Love message                                              | 2001                                                      |      |
| Bad boy sucht @ngel              | Love message                                              | 2002                                                      |      |
| Flirt auf Sendung                | Love message                                              | 2002                                                      |      |
| Küsse in der Mailbox             | Love message                                              | 2003                                                      |      |
|                                  | Zum Verlieben schön                                       | Zum Verlieben schön                                       | 2001 |
|                                  | Verflixte Schönhei                                        | Verflixte Schönhei                                        | 2002 |
|                                  | Kauz & König                                              | Alles Familie, oder was?                                  | 2003 |
| Casting und andere Katastrophen  | Kauz & König                                              | 2003                                                      |      |
| Gemeinsam sind wir unausstehlich | Kauz & König                                              | 2004                                                      |      |
| Wir sind hier nicht in Hollywood | Kauz & König                                              | 2004                                                      |      |
|                                  | Liebeschaos & Gefühle                                     | Liebeschaos & Gefühle                                     | 2003 |
|                                  | Verdammt verliebt                                         | Verdammt verliebt                                         | 2003 |
|                                  | Paula in Liebesnöten                                      | Paula in Liebesnöten                                      | 2007 |

### Knihy vydané pod pseudonymem Marie Cristenová
| Český název      | Původní název              | Původní název              | Rok  |
| ---------------- | -------------------------- | -------------------------- | ---- |
| Flanderská pečeť | Das flandrische Siegel     | Das flandrische Siegel     | 2009 |
| Věž lží          | Turm der Lügen             | Turm der Lügen             | 2009 |
| Dámský mír       | Der Damenfriede            | Der Damenfriede            | 2010 |
| Požár v klášteře | Beginenfeuer               | Beginenfeuer               | 2005 |
| Hodina Benátčana | Die Stunde des Venezianers | Die Stunde des Venezianers | 2007 |
|                  | Der Blutfluch              | Der Blutfluch              | 2010 |

### Knihy vydané pod pseudonymem Gabriela Marie Cristenová
| Český název        | Původní název               | Původní název               | Rok  |
| ------------------ | --------------------------- | --------------------------- | ---- |
| Sisi - sen o lásce | Sissi - ein Traum von Liebe | Sissi - ein Traum von Liebe | 2003 |
| Marie Terezie      | Maria Theresia              | Maria Theresia              | 2004 |

### Knihy vydané pod pseudonymem Marie Cordonnierová
| Český název                  | Původní název                 | Původní název                    | Rok  |
| ---------------------------- | ----------------------------- | -------------------------------- | ---- |
| Isabelle a vítězství lásky   | Isabelle und der König        | Isabelle und der König           | 1991 |
| Osudové sny                  | Verhängnisvolle Träume        | Verhängnisvolle Träume           | 1994 |
| Chantal                      | Chantal - geliebte Lügnerin   | Chantal - geliebte Lügnerin      | 1995 |
| Arlana a rytíř               | Die Dienerin des Rosenturms   | Die Dienerin des Rosenturms      | 2006 |
| Králova nevěsta              | Die Braut des Königs          | Die Braut des Königs             | 2005 |
|                              | Isabelle                      | Isabelle                         | 1987 |
|                              | Das Geheimnis der weißen Frau | Das Geheimnis der weißen Frau    | 1988 |
| Milovaná Isabelle            | Geliebte Isabelle             | Geliebte Isabelle                | 1988 |
| Isabelle láskou zkoušená     | Isabelle de Paradou           | Isabelle de Paradou              | 1989 |
| Srdce v pasti                | Die zweite Braut              | Die zweite Braut                 | 1989 |
| Srdce z rubínu               | Das Herz aus Rubin            | Das Herz aus Rubin               | 1991 |
| Stříbrný oheň                | Silbernes Feuer               | Silbernes Feuer                  | 1992 |
| Sladké pokušení              | Die gefährliche Lady          | Die gefährliche Lady             | 1993 |
|                              | Niniane - die große Lüge      | Niniane - die große Lüge         | 1993 |
|                              | Zwischentief                  | Zwischentief                     | 1993 |
| Síla milování                | Die Macht der Liebe           | Die Macht der Liebe              | 1994 |
| Alison, milovaná kejklířka   | Die Töchter der Hexe          | Alison, geliebte Gauklerin       | 1995 |
| Marie, anděl v pokušení      | Die Töchter der Hexe          | Marie, Engel in Versuchung       | 1995 |
| Nadine, nevinná svůdnice     | Die Töchter der Hexe          | Nadine, unschuldige Verführerin  | 1995 |
| Viviane, otrokyně pomsty     | Die Töchter der Hexe          | Viviane, Sklavin der Rache       | 1996 |
| Falešná vévodkyně            | Die falsche Herzogin          | Die falsche Herzogin             | 1996 |
| Hra srdcí                    | Spiel der Herzen              | Spiel der Herzen                 | 1996 |
|                              | Das Erbe des Falken           | Die goldene Braut                | 1997 |
| Die geraubte Rose            | Das Erbe des Falken           | 1997                             |      |
|                              | Die stolze Prinzessin         | Die stolze Prinzessin            | 1997 |
|                              | Die ungezähmte Rebellin       | Die ungezähmte Rebellin          | 1997 |
| Zrazené polibky              | Verratene Küsse               | Verratene Küsse                  | 1997 |
|                              | Aimée - das Siegel der Liebe  | Aimée - das Siegel der Liebe     | 1998 |
| Graciana, tajemná tvář perly | Die Sterne von Armor          | Graciana - das Rätsel der Perle  | 1999 |
| Jorina, kouzlo jadeitu       | Die Sterne von Armor          | Jorina - die Jade-Hexe           | 1999 |
| Oliviana, zářivý safír       | Die Sterne von Armor          | Oliviane - der Saphir der Göttin | 1999 |
| Tiphanie, plamen touhy       | Die Sterne von Armor          | Tiphanie - Feuer der Sehnsucht   | 1999 |
| Ysobel, srdce z diamantu     | Die Sterne von Armor          | Ysobel - das Herz aus Diamant    | 1999 |
| Růže vášně                   | Rosen der Leidenschaf         | Rosen der Leidenschaf            | 2001 |
| Srdce mezi trny              | Herz hinter Dornen            | Herz hinter Dornen               | 2002 |
| Souboj vášní                 | Duell der Sinnlichkeit        | Duell der Sinnlichkeit           | 2007 |

### Knihy vydané pod pseudonymem Valerie Lordová
| Český název | Původní název             | Původní název             | Rok  |
| ----------- | ------------------------- | ------------------------- | ---- |
|             | Der Rosenturm             | Der Rosenturm             | 2001 |
|             | Kreuzzug der Leidenschaft | Kreuzzug der Leidenschaft | 2005 |